# Mysidetes kerguelensis
Mysidetes kerguelensis är en kräftdjursart som först beskrevs av Illig 1906.  Mysidetes kerguelensis ingår i släktet Mysidetes och familjen Mysidae. Inga underarter finns listade i Catalogue of Life.